# Mitchell River (Queensland)
Pour les articles homonymes, voir Mitchell River.
La Mitchell River est une rivière australienne située dans l'extrême nord du Queensland. Elle tire sa source du plateau d'Atherton, environ 50 km au nord-ouest de Cairns. Elle s'écoule sur environ 750 km dans le nord-ouest, à travers la péninsule du cap York de Mareeba jusqu'au golfe de Carpentarie.

## Géographie
Le bassin versant couvre environ 71 757 km2. Son débit, d'environ 11,3 e6MLe12impgal+e12USgal annuellement, est le plus grand de l'État,, bien qu'intermittent. Le principal barrage sur le cours d'eau est le barrage Southedge (Southedge Dam).

## Histoire
La rivière est nommée par Ludwig Leichhardt le 16 juin 1845 en l'honneur de Sir Thomas Mitchell, donnant également son nom à la Mitchell River au Victoria. Elle aurait aussi pu être nommée la Vereenighde River, selon le marchand néerlandais Jan Carstenszoon en 1623.